# Саркоцистоз
Саркоцистоз (також саркоспоридіоз, лат. sarcocystosis, sarcosporidiosis) — протозойне захворювання, яке спричинюють саркоцисти, та перебігає в основному як кишкова інфекція, а також характеризується утворенням у м'язовій тканині цист.

## Історичні відомості
Мікроорганізм вперше виявив в організмі миші швейцарський науковець, доктор медицини, професор Фрідріх Мішер у 1843 році. Його спочатку не трактували як найпростіший мікроорганізм. Такі ж структури були виявлені у м'язах свиней у 1865 році, але вони залишалися безіменними до 1899 року, коли для них було запропонована назва Sarcocystis miescheriana.
Перший звіт про зараження людини надав Ліндеманн у 1868 році, хоча цей опис не визнаний достатнім. Перший загальновизнаний остаточний опис цієї хвороби був опублікований у 1894 році М. Ле Барабаном та М. Сен-Ремі. Цей вид був названий італійським бактеріологом С. Рівольтою на честь Ліндеманна (Sarcocystis lindemanni) в 1898 році.
У 2012 році спостерігався спалах в Малайзії, який спричинила Sarcocystis nesbitti. Було уражено 93 особи, декілька випадків мали тяжкий перебіг.

## Етіологія
Збудник саркоцистозу — кокцидії роду Sarcocystis, родини Eimeriidae. Саркоцисти стійкі у довкіллі, можуть зберігати життєздатність більше 3 років, зимувати в ґрунті, переносити заморожування і відтавання. Розвиваються за участю двох хазяїв. Розвиток збудників саркоцистозу має три фази: спорогонію, мерогонію і гаметогонію. Мерогонія проходить в організмі проміжного хазяїна, а гаметогонія і спорогонія — в організмі дефінітивного.
Безстатева фаза відбувається в організмі проміжного хазяїна (велика рогата худоба, вівці, кози, свині): проміжні хазяї заражаються при ковтанні ооцист. Дефінітивні хазяї — собаки і кішки. Проміжні — велика і дрібна рогата худоба, свині. Вони заражаються з кормом або водою. В їх шлунку і тонкій кишці відбувається вивільнення спорозоїтів, які проникають у кровоносне русло і в ендотеліальні клітини судин внутрішніх органів, де розмножуються шляхом шизогонії (множинного поділу). Мерозоїти останньої генерації потрапляють у м'язи кінцівок, гортані, язика, серця, утворюючи там нові цисти (до 2 см завдовжки), заповнені трофозоїтами. Статева фаза розмноження відбувається в кишечнику основного хазяїна (собаки, кішки, людина) і завершується утворенням спорулірованих ооцист або спороцист, які вийшли з ооцист, що виділяються з калом основних хазяїв. У декількох випадків виявлення у серці людей саркоцист, вони нагадували ті, що спостерігали раніше у серці великої рогатої худоби.
Спороцисти овальні, містять по 4 зрілих спорозоїти. Саркоцисти розташовуються поздовжнє в м'язових волокнах. Мають вигляд подовжених, іноді до 5 см, утворень, покриті тонкою оболонкою, від якої відходять внутрішні перегородки. Утворені таким чином камери заповнені зернистою масою — великим числом трофозоїтов. Трофозоїти мають передній загострений кінець, ядро розташоване ближче до заднього кінця тіла. За Романовським—Гімзою цитоплазма забарвлюється в блідо-блакитний або світло-бузковий відтінок, ядро — у фіолетово-червоний.
Розвиток збудників саркоцистозу має три фази:
1. спорогонію,
2. мерогонію,
3. гаметогонію.

Мерогонія проходить в організмі проміжного хазяїна, а гаметогонія і спорогонія — в організмі дефінітивного.

## Епідеміологічні особливості
Саркоцистоз зустрічається у всіх країнах світу, де є корови і свині. До збудників сприйнятливі багато видів сільськогосподарських і диких тварин. Ураженість рогатої худоби саркоцистами може досягати 100 %, свиней — 15–45 %. Паразит виявлений також у 8 видів птахів, рептилій і риб.
Собаки і кішки — основні поширювачі спороцист паразита. Збудники строго специфічні як для остаточного, так і для проміжного хазяїна. Людина може
виступати в ролі як основного, так і проміжного хазяїна саркоцист, є остаточним хазяїном двох видів саркоцист: Sarcocystis hominis і Sarcocystis suihominis. Описані нечисленні випадки інвазії Sarcocystis lindemanni та Sarcocystis nesbitti. Зараження відбувається з їжею. Інфікування відбувається при вживанні недостатньо обробленого (напівсирого) м'яса (свинини, яловичини), що містить саркоцисти.

## Патогенез
Патогенний вплив саркоцист на організм господаря складається з їх механічної та токсичної дії.

## Клінічні ознаки
Саркоцистоз у людини часто має безсимптомний перебіг і важко діагностується. Виділяють кишковий і м'язовий саркоцистоз.

### Кишковий саркоцистоз
Спостерігається у випадку, коли людина виступає як основний хазяїн, і спричиняється видами S. hominis і S. suihominis.
Перебіг зазвичай безсимптомний, але в деяких випадках клінічні прояви розвиваються досить швидко. Вже через 3–6 годин у людини з'являються
перші скарги: тупий біль у животі, діарея до 5 разів на день, нудота, блювання (вкрай рідко), зниження апетиту, загальна слабкість, кропив'янка (досить рідко), підвищення температури тіла до 37,3–37,7°С. Ускладнення практично не зустрічаються. Однак були зафіксовані випадки виникнення
кишкової непрохідності через масивне заселення паразита в просвіті кишечника.

### М'язовий саркоцистоз
Виникає при інфікуванні спороцистами, коли людина виступає в ролі проміжного хазяїна і спричиняється S. lindemanni. Інфікування відбувається спорозоїтами, які при проникненні до скелетніх м'язів і міокарду утворюють цисти, які згодом можуть кальцифікуватись. Хвороба часто має безсимптомний перебіг. У деяких випадках супроводжується нездужанням і міалгіями тупого характеру, ниючими, малої інтенсивності.

## Діагностика
Виділення спороцист з калом починається на 10-й — 13-й день після інфікування і може тривати до шести місяців, що можна виявити при світловій мікроскопії фекалій. При м'язовій формі можна провести біопсію ділянки м'яза з подальшою мікроскопією препарату (на виявлення цист паразита).

## Лікування
При потраплянні саркоцист в організм людини без виникнення при цьому клінічних проявів лікування не потрібно. Через короткий час паразит покине організм самостійно і без наслідків. При наявності клінічних проявів рекомендовано призначення ко-тримоксазолу або метронідазолу впродовж 3 днів. Також рекомендують ампроліум і саліноміцин.

## Профілактика
Дотримання ветеринарно-санітарних правил утримання та годівлі сільськогосподарських тварин, вживання в їжу досить добре термічно обробленого м'яса, дотримання правил особистої гігієни після контакту з тваринами.